# Província de Gikongoro

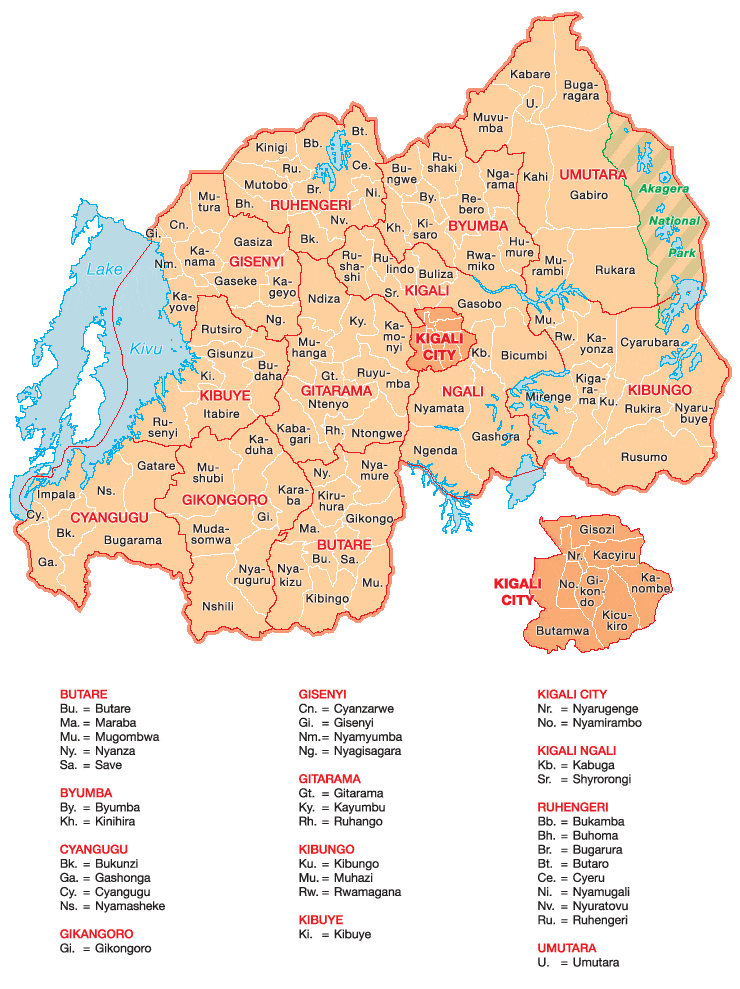
Mapa mostrant les antigues províncies de Ruanda

la província de Gikongoro era una de les 12 antigues províncies (intara) de Ruanda i era situada al sud-oest del país. L'antiga província tenia una àrea d'uns 2.146 kilòmetres quadrats i una població estimada de 467.300 habitants (dades de 2002) abans de la seva dissolució durant la reforma de gener de 2006. Juntament amb les províncies de Butare i Gitarama va formar la nova província del Sud, amb capital a Nyanza.